# Sedloňov
Sedloňov (deutsch Sattel) ist eine Gemeinde in Tschechien. Sie befindet sich 13 Kilometer östlich von Nové Město nad Metují nahe der polnischen Grenze im Adlergebirge und gehört zum Okres Rychnov nad Kněžnou.

## Geographie
Das Reihendorf erstreckt sich unterhalb des Hauptkammes im nördlichen Adlergebirge über dreieinhalb Kilometer Länge im Tal eines Quellbaches des Zlatý potok. Nordöstlich des Ortes erhebt sich die Hohe Mense (1084 m) und östlich die Sattlerkoppe (1050 m, Sedloňovský vrch). Durch Sedloňov führt die Staatsstraße 310 zwischen Zdobnice (Stiebnitz) und Olešnice v Orlických horách (Gießhübel). Im Osten und Norden befinden sich Bunkerlinien des Tschechoslowakischen Walles.
Nachbarorte sind Polom im Norden, Zieleniec (Grunwald) im Osten, Ošerov (Aschergraben) und Plasnice (Plaßnitz) im Süden, Dobřany im Südwesten, Sněžné im Westen sowie Lužany im Nordwesten.

## Geschichte
Erstmals urkundlich erwähnt wurde Sedloňov 1542 im Einnahmeregister der Herrschaft Opočno, die damals im Besitz der Trčka von Lípa war. Zu dieser Zeit bewohnten den Ort Köhler und Aschenbrenner. Daneben wurde Bergbau auf Gold betrieben. 1598 wurde dort der Ort als Sattel bezeichnet. Zum Ende des 16. Jahrhunderts weist das Urbar der Herrschaft Opočno 32 Familien in Sattel aus. Nach dem Tod des Jan Rudolf Trčka von Lípa wurden sämtliche Trčka-Besitzungen 1636 vom Kaiser konfisziert.
1636 erwarben die Brüder Hieronymus von Colloredo-Waldsee und Rudolf Hieronymus Eusebius von Colloredo-Waldsee die konfiszierte Herrschaft Opotschno und setzten die seit 1628 betriebene Rekatholisierung der Untertanen fort. 1680 wurde die 1578 erbaute hölzerne Kirche wieder katholisch und der hl. Margarethe geweiht. Sie blieb bis 1704 eine Filialkirche von Dobruška und wurde dann zur Pfarrkirche erhoben. 1709 begann an neuer Stelle die Errichtung eines steinernen Gotteshauses. 1749 entstand das neue Pfarrhaus. Im Siebenjährigen Krieg plünderten 1758 Kroaten unter Oberst Linnis auf dem Wege nach Glatz die Gegend. 1775 wurde der reguläre Schulunterricht für die 175 Kinder des Ortes aufgenommen. Der Unterricht erfolgte in deutscher Sprache und der erste Lehrer war Franz Roletschek aus Gießhübel.
Nach der Ablösung der Patrimonialherrschaften wurde Sattel 1848 zur selbstständigen Gemeinde und gehörte ab 1850 zur Bezirkshauptmannschaft Neustadt an der Mettau. In den 1890er Jahren ließ der Graf Colloredo-Mansfeld auf Opočno Schier aus Norwegen einführen und 1897 wurde in Sattel die erste Fabrik zur Produktion von Schiern im Adlergebirge gegründet. In dieser Zeit entwickelte sich Sattel zu seinem Erholungsort, der neben dem Wintersport auch als Sommerfrische beliebt war. Im Ortsteil Schierlichhäuser (1010 m) befand sich eine Außenstelle der Dorfschule, die die höchstgelegene Dorfschule in Böhmen war.
Nach dem Münchner Abkommen wurde Sattel in das Deutsche Reich eingegliedert und war zwischen 1939 und 1945 Teil des Landkreises Grulich. 1939 lebten in Sattel einschließlich der Ortsteile Aschergraben und Schierlichgraben sowie der Einschichten Gründl und Steinberg 687 Menschen.

## Gemeindegliederung
Die Gemeinde Sedloňov besteht aus den Ortsteilen Polom und Sedloňov (Sattel) sowie den Ortslagen Ošerov (Aschergraben) und V Dolcích (Gründel).

## Sehenswürdigkeiten
- Kirche Allerheiligen, Barockbau aus den Jahren 1709–1711
- Pfarrhaus, barocker Schrotholzbau von 1749
- Die 500-jährige Linde von Polom ist die größte Linde des Adlergebirges. Das Naturdenkmal hat einen Stammumfang von achteinhalb Metern.
- Museum „Alte Schule“ mit Schnitzereien der ortsansässigen Künstlerin Jarmila Haldová
- Festung Skutina zwischen Polom und Sněžné, 1937 errichtete Batteriefestung N-Sk-S 48 „U stodol“ des Tschechoslowakischen Walls, Museum
- Infanteriebastion Jaroslav (N-S 47) in Polom